# Uhlwiller
Uhlwiller (Duits: Uhlweiler) is een gemeente in het Franse departement Bas-Rhin (regio Grand Est) en telt 623 inwoners (1999). De plaats maakt deel uit van het arrondissement Haguenau.

## Geografie
De oppervlakte van Uhlwiller bedraagt 7,5 km², de bevolkingsdichtheid is 83,1 inwoners per km².
De onderstaande kaart toont de ligging van Uhlwiller met de belangrijkste infrastructuur en aangrenzende gemeenten.

## Demografie
Onderstaande figuur toont het verloop van het inwonertal (bron: INSEE-tellingen).